# Teatro de Mieza
El Teatro de Mieza (en griego: Το θέατρο της Μίεζας) es una instalación pública de finales del período helenístico, que data del siglo II a. C., situada cerca de la ciudad de Nausa, Grecia.
Se conserva el proscenio, con dos parascenias adosadas en sus extremos, y un edificio más grande adyacente a aquel. Se conservan dos de las ocho semicolumnas adosadas a pilares del proscenjo, que enmarcaban cinco puertas. El espacio escénico cuenta con pilastras dóricas en la fachada. La orchestra tiene 22 m de diámetro. Las 4 primeras filas de asientos son de piedra caliza y una docena de líneas, mientras que las 12 filas restantes están talladas en la roca blanda de la ladera. La capacidad del teatro era de 1500 a 2000 espectadores.
La cávea se encuentra sobre una pendiente natural, en parte excavada en la roca madre y en parte sobre relleno.
Inmediatamente al norte del teatro, se encuentra el ágora de Mieza con sus grandes edificios públicos. Fue reconstruido en época romana.
En 2012, fue declarado monumento cultural.